# Фекијера (Виченца)
Фекијера је насеље у Италији у округу Виченца, региону Венето.
Према процени из 2011. у насељу је живело 63 становника. Насеље се налази на надморској висини од 638 м.